# Gunungtugel (Bantaran)
Gunungtugel is een bestuurslaag in het regentschap Probolinggo van de provincie Oost-Java, Indonesië. Gunungtugel telt 4017 inwoners (volkstelling 2010).